# Sole Jaimes
Florencia Soledad "Sole" Jaimes (født 20. januar 1989) er en kvindelig argentinsk fodboldspiller, der spiller for kinesiske Changchun Zhuoyue og Argentinas kvindefodboldlandshold.

## Statistik

### Landsholdsmål
| Nr. | Dato           | Lokation                                                      | Modstander | Score | Resultat | Turnering                  |
| --- | -------------- | ------------------------------------------------------------- | ---------- | ----- | -------- | -------------------------- |
| 1   | 7. april 2018  | Estadio Municipal Francisco Sánchez Rumoroso, Coquimbo, Chile | Bolivia    | 1–0   | 3–0      | Copa América Femenina 2018 |
| 2   | 7. april 2018  | Estadio Municipal Francisco Sánchez Rumoroso, Coquimbo, Chile | Bolivia    | 2–0   | 3–0      | Copa América Femenina 2018 |
| 3   | 9. april 2018  | Estadio Municipal Francisco Sánchez Rumoroso, Coquimbo, Chile | Ecuador    | 4–2   | 6–3      | Copa América Femenina 2018 |
| 4   | 13. april 2018 | Estadio Municipal Francisco Sánchez Rumoroso, Coquimbo, Chile | Venezuela  | 1–0   | 2–0      | Copa América Femenina 2018 |
| 5   | 16. april 2018 | Estadio La Portada, La Serena, Chile                          | Colombia   | 2–1   | 3–1      | Copa América Femenina 2018 |